# NGC 219
NGC 219 је елиптична галаксија у сазвежђу Кит која се налази на NGC листи објеката дубоког неба.
Деклинација објекта је + 0° 54' 16" а ректасцензија 0h 42m 11,3s. Привидна величина (магнитуда) објекта NGC 219 износи 14,5 а фотографска магнитуда 15,5. NGC 219 је још познат и под ознакама MCG 0-2-128, CGCG 383-73, PGC 2522.